# Freshta Kohistani
Freshta Kohistani (1991 – 24 de dezembro de 2020) foi uma ativista dos direitos da mulher afegã e defensora da democracia que foi assassinada aos 29 anos de idade.
Kohistani frequentemente organizava eventos na capital, Cabul, defendendo os direitos das mulheres no Afeganistão. Ela também usou a mídia social como plataforma para a sua mensagem e teve muitos seguidores.
Em dezembro de 2020, ela foi assassinada perto da sua casa por homens armados numa moto no distrito de Heça Aual Coistão, na província de Capisa, no Afeganistão; ela tinha 29 anos. O seu irmão também foi morto no ataque. Os assassinos escaparam. Antes da sua morte, Kohistani pediu proteção às autoridades após receber ameaças.